# Zaleya
Zaleya es un género con siete especies de plantas suculentas perteneciente a la familia Aizoaceae.

## Taxonomía
Zaleya fue descrito por el botánico holandés, Nicolaas Laurens Burman, y publicado en Fl. Indica: 110 (1768). La especie tipo es: Zaleya decandra (L.) Burm.f. (Trianthema decandra L.)

## Especies
- Zaleya camillei (Cordem.) H.E.K.Hartmann
- Zaleya decandra (L.) Burm.f.
- Zaleya galericulata (Melville) H.Eichler
- Zaleya govindia (Buch.-Ham. ex G.Don) N.C.Nair
- Zaleya pentandra (L.) C.Jeffrey
- Zaleya redimita (Melville) Bhandari
- Zaleya sennii (Chiov.) C.Jeffrey